# عصبیت
عصبیت (به انگلیسی: Asabiyyah) و (به عربی: عصبیة) مفهومی طرح شده از سوی ابوزید عبدالرحمن بن محمد بن خلدون حضرمی مشهور به ابن خلدون (۱ رمضان ۷۳۲–۲۸ رمضان ۸۰۸ قمری برابر با ۲۷ می ۱۳۳۲–۱۷ مارس ۱۴۰۶ میلادی) تاریخ‌نگار و جامعه‌شناس مسلمان تونسی است.
عصبیت احساس گروهی یا انسجام اجتماعی مفهومی از همبستگی اجتماعی با تأکید بر سازگاری، آگاهی گروهی، احساس هدف مشترک و انسجام گروهی است که در ابتدا در زمینه قبیله‌گرایی و کلان‌گرایی مطرح بود.
عصبیت نه لزوماً بر اساس تعلقات عشایری است و نه خویشاوندی بلکه به فلسفه جمهوری‌خواهی کلاسیک شباهت دارد. در دوره مدرن، عموماً مشابه همبستگی است. با این حال، اغلب به صورت منفی همراه است زیرا گاهی می‌تواند بیانگر ملی‌گرایی یا حزب‌گرایی باشد یعنی وفاداری به گروه خود بدون توجه به شرایط.
این مفهوم در دوران پیش از اسلام مطرح بود ولی با مقدمه ابن خلدون رایج شد. در این کتاب، عصبیت به عنوان پیوند بنیادی جامعه بشری و نیروی محرکه اصلی تاریخ توصیف شده که تنها در شکل عشایری آن خالص است. ابن خلدون استدلال می‌کند «عصبیت» چرخه‌ای و مستقیماً با ظهور و سقوط تمدن‌ها مرتبط است: در آغاز یک تمدن، قوی است، با پیشرفت تمدن، میزان عصبیت کاهش می‌یابد و سپس جای خود را به تمدن با عصبیت قوی‌تر از خودش می‌دهد.

## نمای کلی

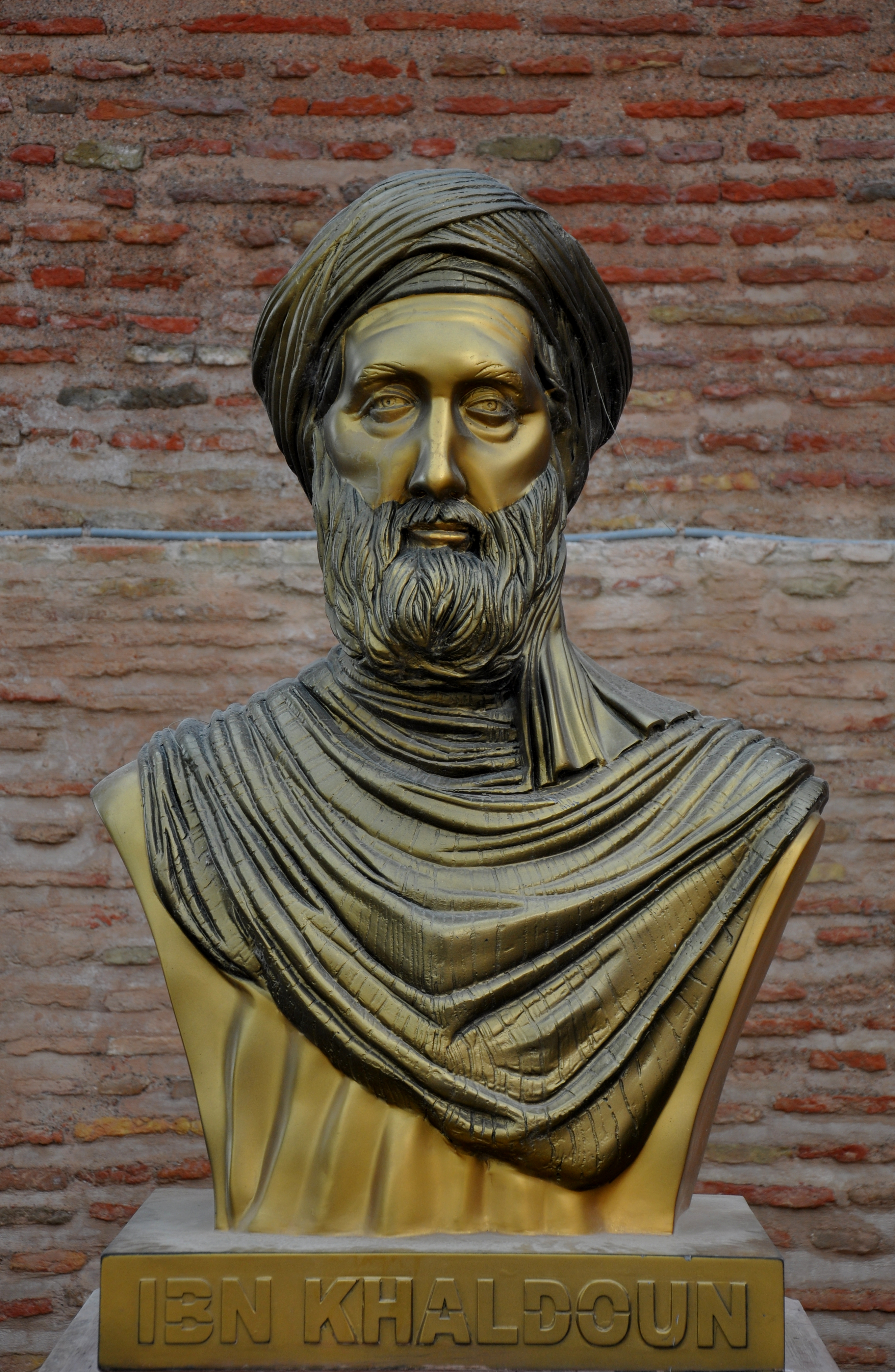
مرتبط

ابن خلدون «عصبیت» را پیوند انسجام بین انسان‌ها در یک اجتماع گروه‌ساز توصیف می‌کند. این پیوند در هر سطحی از تمدن وجود دارد، از اجتماع عشایری گرفته تا دولت‌ها و امپراتوری‌ها. میزان «عصبیت» در مرحله عشایری قوی‌ترین است ولی با پیشرفت تمدن کاهش می‌یابد. با کاهش این امر، «عصبیت» دیگری ممکن است جای آن را بگیرد؛ بنابراین، تمدن‌ها ظهور و سقوط می‌کنند و تاریخ این چرخه‌ها را همان‌طور که در حال انجام هستند توصیف می‌کند.
ابن خلدون استدلال می‌کند برخی سلسله (یا تمدن) در درون خود عامل سقوط خود را دارند. او توضیح می‌دهد برخی تمایل دارند در پیرامون امپراتوریهای موجود ظهور کنند و از «عصبیت» بسیار قوی‌تر موجود در مناطق به نفع خود استفاده نمایند تا تغییری در رهبری ایجاد کنند. این بدان معناست که حاکمان جدید در ابتدا در مقایسه با حاکمان پیشین «بربر» تلقی می‌شوند. با اینکه آنها خود را در مرکز امپراتوری خود قرار می‌دهند ولی به‌طور فزاینده‌ای سست، ناهماهنگ، بی‌انضباط و بی‌توجه می‌شوند و بیشتر نگران حفظ قدرت و سبک زندگی جدید خود هستند [تا مصالح جامعه و منافع مردم]. «عصبیت» آنها در جناح‌گرایی و فردگرایی منحل می‌شود و ظرفیت آنها به عنوان یک واحد سیاسی کاهش می‌یابد؛ بنابراین شرایطی ایجاد می‌شود که در آن یک سلسله جدید می‌تواند در حاشیه کنترل خود ظهور کند، قوی شود و تغییری در رهبری ایجاد نموده و چرخه را به دست گرفته و ادامه دهد. ابن خلدون همچنین در «مقدمه» می‌گوید «سلسله‌ها مانند افراد، دارای طول عمر طبیعی هستند» و اینکه هیچ سلسله‌ای معمولاً بیش از سه نسل و هر کدام حدود ۴۰ سال، در مجموع ۱۲۰ سال دوام نمی‌آورد.

## تعریف لغوی
محمد معین در فرهنگ فارسی می‌نویسد: «عصبیت: [ع.] حمیت، تعصب.»

## تعریف مفهومی
«عصبیت عبارت از پیوند و وابستگی بین افراد در یک گروه اجتماعی یا قبیله است: «عصبیت از راه پیوند نسبی و وابستگی خاندان‌ها به یکدیگر یا مفهومی مشابه آن حاصل می‌شود زیرا پیوند خویشاوندی بجز در مواردی اندک در بشر طبیعی است.» ابن خلدون پیوند خویشاوندی را که در بدو امر از راه نسب بدست می‌آید، عصبیت اصیل می‌داند: «سود خویشاوندی فقط همین پیوندی است که صلهٔ رحم را ایجاب می‌کند.»»

## مراجع

## پیوند با بیرون
- عصبیت: تفسیر مجدد تغییر ارزش در جوامع جهانی شده